# جيب الرور
جيب الرور معركة تطويق وقعت في أبريل 1945، على الجبهة الغربية بالقرب من نهاية الحرب العالمية الثانية، في منطقة الرور في ألمانيا. تم أسر حوالي 317,000 جندي ألماني مع 24 جنرالات. لقد تكبد الأمريكيون 10000 ضحية منهم 2000 قتيل أو مفقود.
بعد أن فقد الاتصال مع وحداته، استسلم الجيش الألماني الخامس عشر في نفس اليوم. قام موديل بحل مجموعة جيشه في 15 أبريل وأمر أفراد فولكستورم وغير المقاتلين بالتخلي عن زيهم العسكري والعودة إلى ديارهم. في 16 أبريل، استسلم معظم القوات الألمانية بشكل جماعي للفرقة الأمريكية. انتهت المقاومة المنظمة في 18 أبريل. وقع -غير راغب في الاستسلام - المارشال الميداني في أسر الحلفاء، انتحر بعد ظهر يوم 21 أبريل.

### اقتباسات
1. ↑  "معلومات عن جيب الرور على موقع id.loc.gov". id.loc.gov. مؤرشف من الأصل في 2019-04-03.

### قائمة المراجع
- D'Este، Carlo (1989). "Model". في Barnett (المحرر). Hitler's Generals. London: Phoenix. ISBN:978-1-85799-285-4.
- Forczyk، R. (2011). Walther Model (Command). Osprey. ISBN:978-1849083577.
- MacDonald، C. (1973). Victory in Europe, 1945: The Last Offensive of World War II. مكتب النشر لحكومة الولايات المتحدة.
- Zaloga، S. (2016). Downfall 1945: The Fall of Hitler’s Third Reich. Osprey. ISBN:978-1472811431.